# Limnophora sagessa
Limnophora sagessa este o specie de muște din genul Limnophora, familia Muscidae, descrisă de Shinonaga în anul 2005. Conform Catalogue of Life specia Limnophora sagessa nu are subspecii cunoscute.